# Chao Lu
Chao Lu (xinès simplificat: 朝鲁, xinès tradicional: 朝魯, pinyin: Cháo Lǔ; Chifeng, Mongòlia Interior, 6 de març de 1972) és un exboxador xinès. És considerat el pioner de la boxa a Mongòlia Interior.
Començà practicant judo el 1986, però el 1988 passa unes proves per a l'equip de boxa de la regió autònoma. Obtingué el primer or de la història de Mongòlia Interior en els campionats nacionals de boxa de 1991. Va competir en la prova de pes mitjà masculí als Jocs Olímpics d'estiu de Barcelona del 1992, sent el primer boxejador de la regió en participar en els Jocs Olímpics. Es retiraria poc després i esdevendria entrenador assistent el 1994, i entrenador de l'equip de boxa de Mongòlia interior el 1998. Als Jocs Olímpics d'Estiu del 2008, fou l'entrenador de l'equip xinès de boxa, en els quals el mongol Zhang Xiaoping obtingué l'or. El 2009, esdevé dirigent esportiu.